# Deacon Phillippe
Charles Louis «Deacon» Phillippe (originalmente Phillippi) (23 de mayo de 1872 - 30 de marzo de 1952) fue un lanzador de la Major League Baseball estadounidense que jugó para los Louisville Colonels y los Pittsburgh Pirates.

## Biografía
Nacido en Rural Retreat, Virginia, hijo de Andrew Phillippe y Jane Margaret Hackler, Phillipe era uno de ocho hermanos (dos hermanos y cinco hermanas). Cuando tenía tres años, su familia se trasladó al Territorio de Dakota, cerca de la ciudad de Athol, situada en lo que hoy es el estado de Dakota del Sur, donde jugaría al béisbol semiprofesional durante muchos años.

### Louisville Colonels
Phillippe jugó por primera vez al béisbol profesional con los Louisville Colonels en 1899. Ese año obtuvo un récord de 21-17, que destacó por su séptimo partido sin hit. Aunque los Colonels se disolvieron después de la temporada, el propietario Barney Dreyfuss trasladó a varios jugadores de Louisville, incluido Phillippe, a los Pirates, otro equipo del que Dreyfuss era copropietario.

### Pittsburgh Pirates
Phillippe ganó 20 partidos durante cuatro temporadas consecutivas cuando los Pirates ganaron tres banderines seguidos de la Liga Nacional de 1901 a 1903. En 1900, lanzó para los Pirates en el Juego 3 de la serie de la Copa Chronicle-Telegraph para determinar el campeón de la Liga Nacional entre los Pirates y los Brooklyn Superbas. Pittsburgh evitó la barrida de la serie ya que Phillippe lanzó una blanqueada de seis hits y los bates de los Piratas agregaron 10 carreras. Los Pirates perdieron la serie 3 juegos a 1.
En 1903, Phillippe se ganó el honor de comenzar el primer partido de la Serie Mundial para los Piratas contra los Boston Americans en 1903. En una victoria de juego completo, Phillippe ponchó a 10 bateadores y obtuvo la victoria contra Cy Young para comenzar la serie al mejor de nueve. Él solo guió a los Piratas a una ventaja de 3-1 en la serie, obteniendo las victorias en cada juego, pero cuando su brazo se desgastó debido al uso excesivo, los estadounidenses regresaron para ganar la serie 5 juegos a 3, con Phillippe perdiendo los últimos dos. Sus cinco decisiones en las Series Mundiales siguen siendo un récord para un lanzador. Para mostrarle su agradecimiento, los aficionados de los Pirates le regalaron una herradura de diamantes y el propietario del equipo, Barney Dreyfuss, le recompensó con diez acciones del club.
Phillippe se perdió la mitad de la temporada de 1904 debido a un dolor en el brazo, antes de ganar 20 partidos por sexta vez en 1905. Sin embargo, sus años como as terminaron en 1908, cuando sufrió otro dolor en el brazo y se perdió casi toda la temporada. Phillippe regresó en 1909 para desempeñar un papel secundario en un equipo Pirata que llegó a 110-42, camino de su primer título de la Serie Mundial. En 1910, fue utilizado principalmente como lanzador de relevo y tuvo un récord de 14-2. Se retiró después de la temporada de 1911. Se retiró después de la temporada de 1911, tras realizar sólo tres apariciones ese año.

### Pittsburgh Filipinos
En 1912, dirigió a los Pittsburgh Filipinos, que llevaban su nombre, y comenzó a jugar en la Liga de Béisbol de Estados Unidos. Los Filipinos terminaron en primer lugar durante la temporada inaugural de la liga, que duró sólo un mes, con un récord de 19-7. El equipo se trasladó a la nueva Liga Federal en 1913 y, durante un breve periodo de tiempo, pasó a llamarse Pittsburgh Stogies.

## Legado
Deacon es pariente lejano del actor Ryan Phillippe, que llamó a su primer hijo Deacon (nacido en 2003) en honor al lanzador.
El manantial que abastece de agua a Rural Retreat, Virginia, se llama Phillippe Springs, en honor al cántaro.
Phillippe ingresó en el Salón de la Fama del Deporte de Virginia en 1982.